# Dennis Patrick
Dennis Patrick (Philadelphia (Pennsylvania), 14 maart 1918 – Los Angeles (Californië), 13 oktober 2002) was een Amerikaanse acteur. Hij is het best bekend voor zijn rol van Jason McGuire en Paul Stoddard in Dark Shadows in de jaren zestig.

## Biografie
Patrick werd geboren als Dennis Patrick Harrison in Philadelphia. In 1970 huwde hij met actrice Barbara Cason, zij overleed in 1990. Van 1979 tot 1984 speelde hij een terugkerende rol in Dallas als Vaughn Leland.
Hij overleed in 2002 door een brand in zijn huis.
- Biblioteca Nacional de España: XX1305929
- Gemeinsame Normdatei: 139458212
- International Standard Name Identifier: 0000 0000 7139 8811
- Library of Congress Control Number: no92028308
- Virtual International Authority File: 64195913
- WorldCat: E39PBJdx4xwkm4f3FdP9CHxv73